# Raduga (Fernseher)

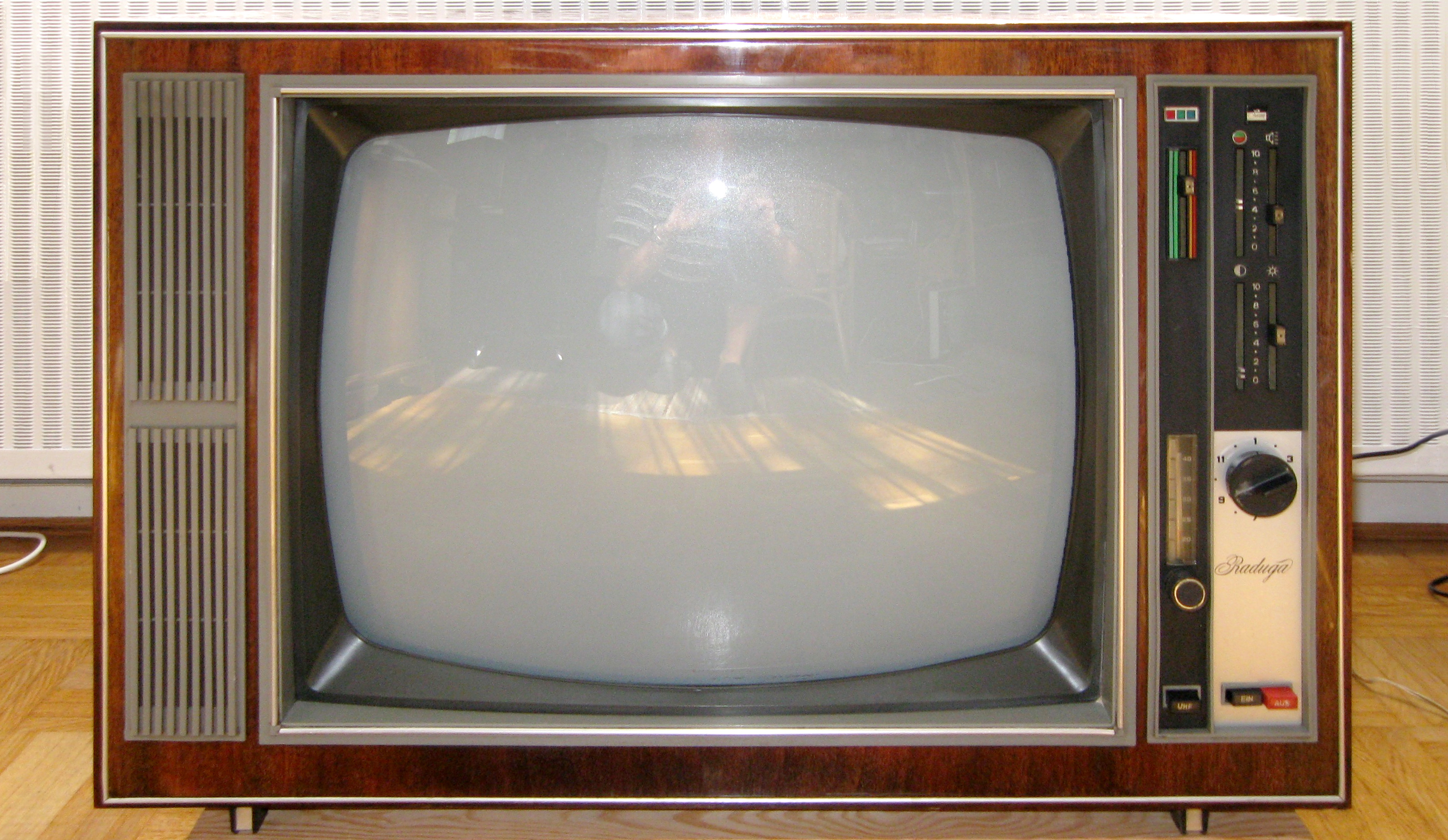
Raduga-Farbfernseher von 1976

Raduga (russisch für „Regenbogen“) ist der Markenname der Geräte des Sankt Petersburger Kosizki-Fernsehgerätewerks (Завод им. Козицкого), sowie die Bezeichnung früher experimenteller Farbfernsehgeräte ohne Serienreife.
Die Geräte der Marke Raduga gehörten zu den ersten in der DDR erhältlichen Farbfernsehgeräten. Während man in den 1970er Jahren für ein DDR-Farbfernsehgerät Color 20 mit bereits volltransistorisiertem Chassis circa 3500 Mark zahlen musste, war der noch röhrenbestückte sowjetische Raduga mit circa 3000 DDR-Mark etwas günstiger. Die Apparate gelten heute als Kultobjekte und sind vielen vor allem wegen der technischen Mängel noch in Erinnerung:
- Die Geräte waren von Haus aus nur mit einem SECAM-Decoder bestückt, Westfernsehen war daher nur in Schwarz-Weiß zu empfangen. Ein PAL-Decoder konnte jedoch nachgerüstet werden.
- Die Bildröhren (59LK3Z) hatten teilweise starke Konvergenzfehler, wodurch das Bild an den Rändern regenbogenartig zerlegt war.
- In den ersten Minuten nach dem Einschalten war die Synchronisation nicht stabil.
- Die Schaltung war mit vielen Röhren aufgebaut, die von Zeit zu Zeit ausgewechselt werden mussten. Sie hatten jedoch eine Nicht-Standard-Baugröße und waren schwer erhältlich.
- Konstruktionsbedingt brannten einige Raduga-Fernseher ab (daher kursierte für sie der Begriff „Heimbombe“ beziehungsweise der Spruch „Zimmerbrand aus Freundesland“), weshalb diese Geräte in den 1980er Jahren in öffentlichen Einrichtungen ausgesondert und verschrottet wurden. Auch wurden die Fernsehmonteure angewiesen, defekte Geräte in Privathaushalten nicht mehr zu reparieren.

Fernseher der Marke Raduga werden auch heute noch hergestellt, jedoch haben sie nicht mehr viel mit den alten Radugas gemein.